# Alfons Breska

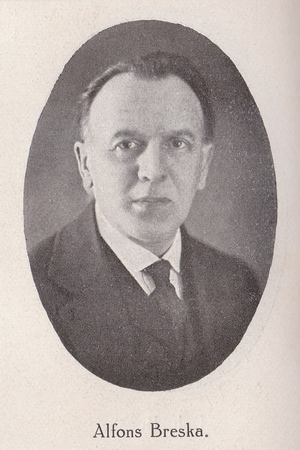
Alfons Breska

Alfons Breska (* 13. Juli 1873 in Kladno; † 26. September 1946 in Prag) war ein tschechischer Dichter und Übersetzer. Er benutzte oft das Pseudonym Otto Elexhauser.

## Leben
Nach dem Abitur auf einem Prager Gymnasium arbeitete er auf der Post, später als Bibliothekar der Künstlerkreises „Umělecká beseda“. Er war Funktionär des literarischen Kreises genannt Kreis tschechischer Schriftsteller (Kruh českých spisovatelů) und im Verein der tschechischen Schriftsteller Máj (Spolek českých spisovatelů Máj). Neben Gedichten schrieb er auch Dramen.
Er übersetzte vorwiegend Poesie aus dem Französischen, Deutschen, Italienischen und Spanischen. Er widmete sich aber auch den japanischen Gedichten.